# Innovatív Unió
Az Innovatív Unió az Európa 2020 stratégia 7 kiemelt kezdeményezésének egyike. Az Innovatív Unió célja, hogy az Európai Unió (EU) leküzdje a kutatás, fejlesztés és innováció területén a lemaradását az Amerikai Egyesült Államokkal és Japánnal szemben, és megtartsa előnyét Kínával, Indiával, Brazíliával és Oroszországgal szemben. Ehhez a tudományos kutatásra és az innovációra fordított összegek növelését tűzte ki célul.